# Rudolf Stämpfli

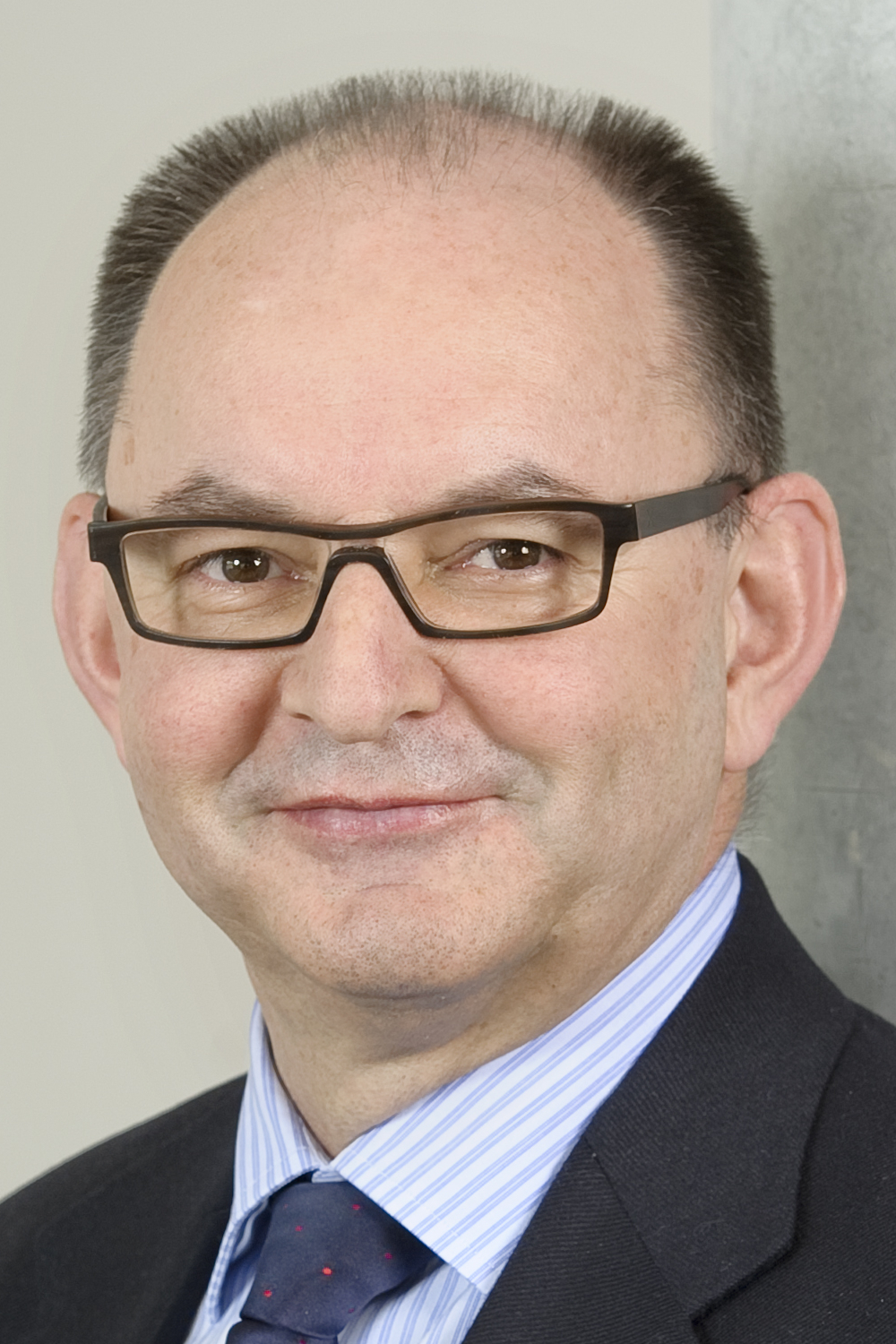
Rudolf Stämpfli (2012)

Rudolf Stämpfli (* 3. August 1955 in Bern) ist ein Schweizer Unternehmer der graphischen Industrie und Verleger. Er führt zusammen mit seinem Bruder Peter Stämpfli seit 1988 in sechster Generation das Familienunternehmen Stämpfli AG in Bern.

## Leben
Die Schulzeit verbrachte Stämpfli in Bern. Von 1977 bis 1982 studierte er an der Hochschule St. Gallen Betriebswirtschaft und Operations Research. 1985 wurde er dort mit einer Dissertation zur Kalkulation in der graphischen Industrie zum Dr. oec. HSG promoviert. 1998 absolvierte er eine Weiterausbildung an der Stanford Graduate School of Business in Kalifornien. Der Handels- und Industrieverein des Kantons Bern überreichte ihm 2009 den 25. HIV-Preis. Am dies academicus im Dezember 2014 verlieh ihm die Wirtschafts- und Sozialwissenschaftliche Fakultät der Universität Bern die Ehrendoktorwürde.
1984 trat er ins Familienunternehmen Stämpfli AG in Bern ein; 1988 übernahm er zusammen mit seinem Bruder Peter Stämpfli die Firma. Heute ist er Präsident des Verwaltungsrates und Verleger der Stämpfli Verlag AG. Er war von 2006 bis 2020 zudem Mitglied des Verwaltungsrats der BLS AG, ab 2009 als deren Präsident. Seit 2013 war er Vizepräsident des Verwaltungsrates der Mobiliar Holding AG und seit 2015 ebenfalls Vizepräsident des Verwaltungsrates der Berner Kantonalbank AG (BEKB). Beide Mandate endeten mit Ablauf der Amtszeit 2020.
Vom 28. Juni 2003 bis zum 1. Juli 2011 war er Präsident des Schweizerischen Arbeitgeberverbandes, welcher ihn nach seinem Rücktritt als Ehrenmitglied des Vorstandes wählte. Ausserdem engagierte sich Stämpfli in der Burgergemeinde Bern, unter anderem als deren Vizepräsident von 2011 bis Mitte 2016.

## Auszeichnungen
- 2009: 25. HIV-Preisträger des Kantons Bern[4]
- 2014: Dr. rer. oec. h. c. der Universität Bern[5]